# Administração Central de Meteorologia de Taiwan
O Escritório Central de Meteorologia de Taiwan, em inglês Central Weather Bureau ( CWB) é a instituição governamental de pesquisa e previsão meteorológica da República da China (Taiwan). Além da meteorologia, o Central Weather Bureau também faz observações astronômicas, relatórios sobre as condições do mar e conduz pesquisas em sismologia e fornece relatórios de sismos. O escritório Central de Meteorologia está sediada na cidade de Taipé e é administrada pelo Ministério dos Transportes e Comunicações.

## História
Enquanto Taiwan estava sob domínio japonês, o governo instalou cinco estações de monitoramento do clima na ilha, localizadas em Taipé, Taichung, Tainan, Hengchun e Penghu. Em 19 de dezembro de 1897, o governador-geral transferiu o quartel-general para o local atual ocupado pela eventual agência sucessora do "Observatório de Taipé" japonês: o Bureau Central de Meteorologia. Em 1945, quando o Kuomintang assumiu o controle de Taiwan, as várias estações instaladas pelos japoneses foram incorporadas à nova Instituição Provincial de Meteorologia de Taiwan, sob o comando do Chefe do Executivo da Província de Taiwan, Chen Yi. Quando o cargo de Chefe do Executivo foi abolido em 1947 (sendo o novo chefe do governo local o Governador da Província de Taiwan ), a instituição tornou-se uma agência do Governo Provincial de Taiwan.
O próprio Escritório Central de Meteorologia foi estabelecido em 1941 em Xunquim sob o Yuan Executivo da República da China. Em 1947 (e novamente a partir de 1971) foi transferido para o Ministério dos Transportes e Comunicações . Após a derrota do Kuomintang na Guerra Civil Chinesa e seu subsequente vôo para Taiwan em 1949, o Central Weather Bureau mudou-se da China continental para Taiwan. De 1949 a 1958, estava sob o controle da Instituição Provincial de Meteorologia de Taiwan e, a partir de 1958, foi ressuscitado para se tornar a principal organização meteorológica do governo. Em 1971, o Departamento Central de Meteorologia deixou de fazer parte do Governo Provincial de Taiwan para ser o Ministério dos Transportes e Comunicações, sob autoridade do governo central.

## Departamentos

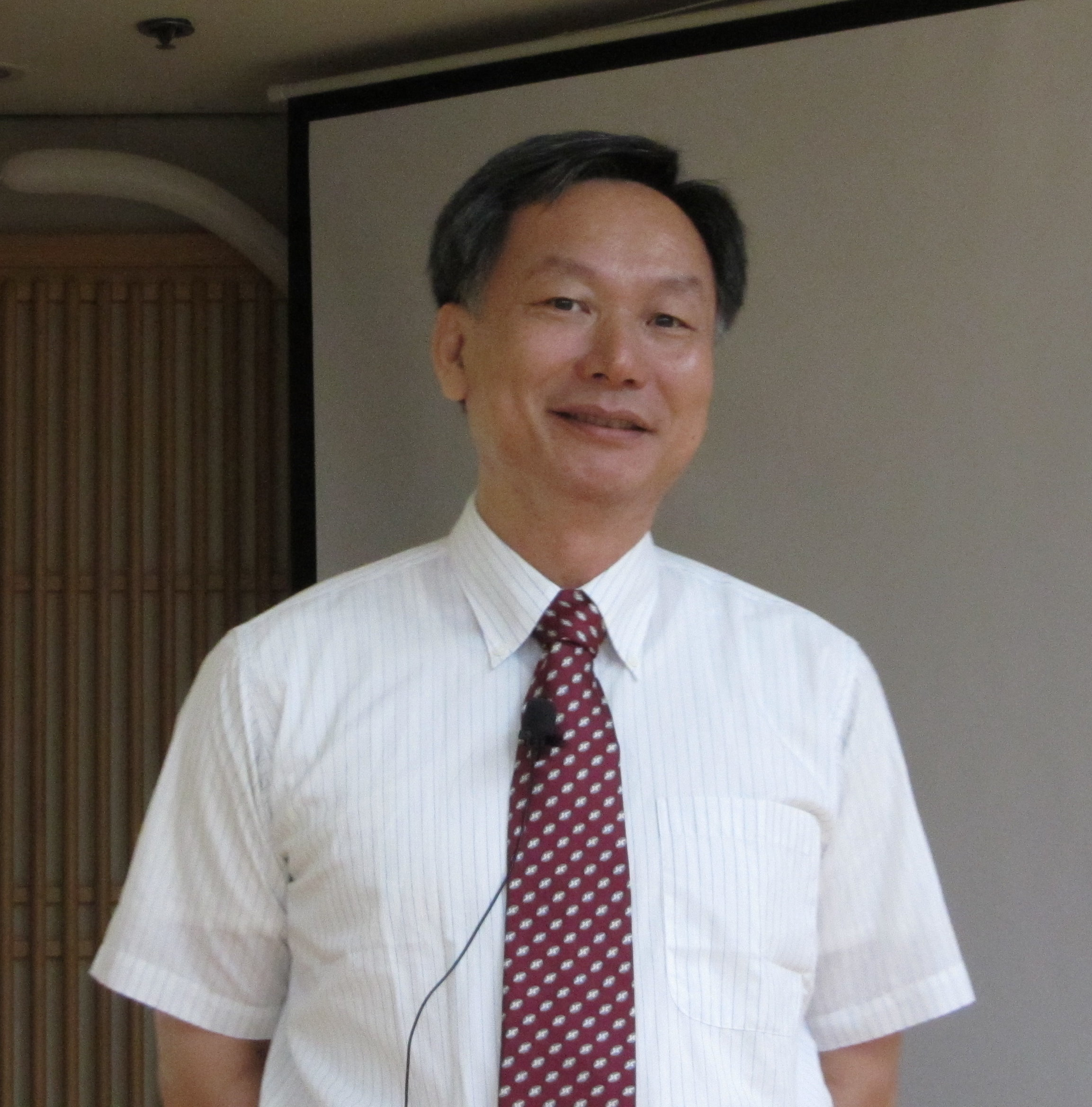
Ming-Dean Cheng, o Diretor-Geral do Central Weather Bureau

### Centro de previsão do tempo
O Centro de previsão do tempo é o departamento responsável por monitorar as condições meteorológicas reais e fazer previsões de curto e médio prazo sobre o tempo. Ele também emite avisos de clima severo para condições como chuva forte, ondas de frio, tufões e tempestades e nevoeiro denso. No caso de tufões, o departamento monitora de perto todas as tempestades tropicais que podem impactar a ilha e emite avisos e previsão do caminho e gravidade dos tufões com base nos dados coletados.

### Centro de atividade sísmica
O Centro Sismológico do Escritório Central de Meteorologia foi fundado em 1989, com a missão de monitorar a atividade sísmica dentro e ao redor da ilha, publicar relatórios sobre sismos significativos, estudar fenômenos precursores de sismos, emitir avisos de tsunâmi quando apropriado e fornecer informações ao público de precauções contra terremotos. Taiwan está em uma região sismicamente ativa no Anel de Fogo do Pacífico, com 44 terremotos mortais ocorrendo lá durante o século XX. O centro possui 150 estações de monitoramento sismológico através de Taiwan, Penghu, Quemói (Quemoy) e Lianjiã.

#### Observatório Hospedado por Cabo Marítimo
O Marine Cable Hosted Observatory (MACHO) é um sistema de sensores subaquáticos conectados por cabo de fibra óptica. Um sistema de 620 km estendido entre Yilan e Pingtung. MACHO permite um aviso de 10 segundos antes de um terremoto e 20-30 minutos de um tsunami subsequente. Um sistema de 800 km está em construção para monitorar a Fossa das Marianas, com conclusão prevista para 2024.

### Centro de Meteorologia Marinha
O Centro de Meteorologia Marinha foi criada em 1993 para monitorar as condições do mar e fazer previsões sobre o tempo no mar para transporte marítimo, pesca, turismo e outras partes interessadas. Variáveis incluindo altura das ondas, marés, variações do nível do mar, temperatura da superfície do mar e correntes oceânicas são medidas para fornecer uma imagem precisa das condições atuais. O centro também é responsável por informar o público sobre os horários das marés e cooperar com agências de turismo locais e associações de pescadores para erguer painéis eletrônicos nos portos para informar os marítimos sobre as condições do oceano.

### Outros departamentos
A agência também inclui os seguintes departamentos:
- O Centro de Satélites Meteorológicos que recebe e analisa dados meteorológicos de satélite para fins de observação e previsão.[11]
- O Observatório Astronômico que não apenas observa fenômenos astronômicos, como manchas solares e eclipses, mas também publica um almanaque anual e fornece informações sobre astronomia ao público.[12]

## Transporte
O edifício CWB é acessível a uma curta caminhada ao sul da Estação Hospital NTU do Metrô de Taipé.

## Supercomputação
Um supercomputador de pesquisa compartilhado entre o Central Weather Bureau e o CAA foi listado pelo TOP500 como o 313º computador mais poderoso do mundo em 2002, obtendo 0,2 TFlop / s com 25 núcleos de 300 MHz.